# Heideïta
La heideïta és un mineral de la classe dels sulfurs. Va ser anomenada en honor de Hermann Wilhelm Friedrich Heide (1891-1973).

## Característiques
La heideïta és un sulfur de fórmula química (Fe,Cr)1.15(Ti,Fe)₂S₄. Cristal·litza en el sistema monoclínic en forma de diminuts grans anèdrics, de fins a 100 μm. La seva duresa a l'escala de Mohs és de 3,5 a 4,5.
Segons la classificació de Nickel-Strunz, la heideïta pertany a «02.D - Sulfurs metàl·lics, amb proporció M:S = 3:4» juntament amb els següents minerals: bornhardtita, carrol·lita, cuproiridsita, cuprorhodsita, daubreelita, fletcherita, florensovita, greigita, indita, kalininita, linneïta, malanita, polidimita, siegenita, trüstedtita, tyrrel·lita, violarita, xingzhongita, ferrorhodsita, cadmoindita, cuprokalininita, rodostannita, toyohaïta, brezinaïta, inaglyita, konderita i kingstonita.

## Formació i jaciments
La formació de la heideïta està relacionada amb els meteorits. Va ser descoberta al meteorit The Bustee, trobat a Gorakhpur (Districte de Basti, Uttar Pradesh, Índia). També ha estat descrita al meteorit Sahara 97072, trobat al nord d'Àfrica; a l'oceà Pacífic i al meteori Kaidun trobat al Yemen.